# Rasskazy o Lenine
Rasskazy o Lenine (russisk: Рассказы о Ленине) er en sovjetisk spillefilm fra 1957 af Sergej Jutkevitj.

## Medvirkende
- Maksim Shtraukh som Vladimir Lenin
- Maria Pastukhova som Nadezjda Krupskaja
- Anna Lisjanskaja som Marija Uljanova
- Oleg Jefremov som Feliks Dzerzjinskij
- Aleksandr Kutepov som Jakov Sverdlov